# Nitroammina

Generica struttura di una N-nitroammina

Le nitrammine, forma più comune di nitroammine, sono derivati della specie capostipite nitrammide H2N–NO2 per sostituzione di uno o entrambi gli idrogeni con alchili o arili; sono quindi ammidi sostituite dell'acido nitrico (il gruppo amminico rimpiazza l'ossidrile in HO−NO2) e pertanto la loro formula generale è R1R2N–NO2. In quanto tali e visto anche le loro proprietà chimiche, sarebbe stato più logico chiamarle nitrammidi, come fa la IUPAC, anche se mettendo il termine solo in parentesi, ma comunque il termine come tale non si è diffuso. Il termine nitrammine deriva dal fatto che sono state viste come ammine in cui un atomo di idrogeno è stato rimpiazzato da un gruppo nitro -NO2.
Le corrispondenti ammidi dell'acido nitroso R1R2N–NO sono le nitrosammine, con le quali non vanno confuse, che propriamente sono ammidi dell'acido nitroso e quindi nitrosammidi.

## Proprietà
Le nitrammine, a differenza delle ammine, sono ibridi di risonanza e sono presenti tre forme limite, dove le prime due sono quelle tipiche del gruppo nitro e l'ultima, che coinvolge l'azoto amminico, ha un peso minore nell'ibrido in quanto implica un'ulteriore separazione di carica:
R2N–+N(−O−)=O  ↔  R2N–+N(=O)−O−  ↔  R2+N=N+(−O−)−O−
Tuttavia, nelle strutture molecolari che si riscontrano per le nitrammine viene evidenziato che il legame tra i due atomi di azoto è decisamente più corto di un legame singolo, implicando un'importanza per nulla trascurabile dell'ultima forma limite, sebbene minoritaria. In effetti, nella dimetilnitrammina, che è la più semplice, il legame N-N è lungo 138,2 pm, leggermente più lungo che nella dimetilnitrosammina (CH3)2N–NO (132 pm), ma più corto che nell'idrazina H2N−NH2 (145 pm), nella quale non c'è risonanza.
Le nitrammine, come le ammidi in genere e a marcata differenza dalle ammine, non sono composti basici in acqua. Inoltre, quelle primarie, aventi un solo sostituente R sul gruppo amminico (HNR–NO2), vanno soggette ad un equilibrio tautomerico del tipo aci-nitro analogo a quello dei nitrocomposti alifatici e sono lievemente acide, come la nitrammide stessa (pKa = 6,55), molto più del nitrometano (pKa = 10,2). Questo è dovuto alla presenza del gruppo nitro, che è un forte elettronattrattore, sia per effetto induttivo (-I), che per effetto mesomero (-M), soprattutto questo stabilizza la base coniugata aiutando così la deprotonazione della nitrammina. In quanto acidi possono generare sali con metalli alcalini e alcalino terrosi, ma anche metalli di transizione, nonché ammoniaca ed ammine.
Le nitrammine sono molecole molto polari: la dimetilnitrammina (CH3)2N–NO2 (CAS 4164-28-7, nome sistematico N,N-dimetilnitrammina) a temperatura ambiente è un solido avente densità 1,109 g/cm³, fonde a 58 °C e bolle a 167 °C (stimato) e ha un momento di dipolo notevole, μ = 4,61 D e indice di rifrazione di 1,446; per confronto, la dimetilnitrosammina (CH3)2N–NO è un po' meno polare e ha μ = 4,01 D.

## Preparazione
Si ottengono generalmente da un'ammina attraverso un processo di nitrazione, solitamente ad opera di acido nitrico fumante o di una miscela solfonitrica. Come casi particolari, a partire dalla esametilentetrammina si ottiene la ciclotrimetilentrinitrammina (ciclonite, RDX) dalla reazione di nitrazione con acido nitrico fumante, mentre la ciclotetrametilentetranitrammina (HMX) si ottiene nitrando la stessa ammina con anidride acetica, paraformaldeide e nitrato di ammonio.
Si possono anche preparare per ossidazione di nitrosammine con perossiacidi, in particolare con acido perossitrifluoroacetico:
R2N−NO + CF3CO−O−OH  →  R2N−NO2 + CF3COOH

## Applicazioni e usi
La maggior parte degli esplosivi militari sono a base di nitrammine. Ad esempio, il C-4 viene ottenuto tramite un processo di dissoluzione di una nitrammina (chiamata ciclonite, esogeno o T4) in un solvente, assieme a composti polimerici.
Negli usi civili (come nelle miniere e nelle operazioni di demolizione), a causa dell'alto costo e della difficoltà di produzione delle nitroammine, si preferisce sostituire le stesse con esplosivi altrettanto sicuri ma dal prezzo inferiore, come il tritolo o i composti ANFO (ammonium nitrate fuel oil).